# Anello Egalité 2
Egalité 2 è uno dei cinque archi (insieme a Liberté, Egalité 1, Fraternité e Courage) dell'anello Adams di Nettuno. Questi cinque archi sono in effetti le parti più brillanti del resto dell'anello.